# Polly Plummer
Polly Plummer (Engels: Polly Plummer) is een personage uit Het neefje van de tovenaar en Het laatste gevecht in de reeks De Kronieken van Narnia door C.S. Lewis.

## Het neefje van de tovenaar
In Het neefje van de tovenaar is Polly een elfjarig meisje dat in Londen woont en het buurmeisje is van Digory Kirke. Polly en Digory worden vrienden en spelen in de zomervakantie vaak met elkaar.
Op een dag, als ze willen kijken wat er in een leeg huis staat naast dat van Digory, komen ze per ongeluk in de kamer van Andreas Ketterley, de oom van Digory, die een set van magische ringen heeft gemaakt die je, via het Woud tussen de Werelden, in naar alle bestaande werelden kunnen brengen. Andreas luist Polly er zodanig in dat ze een ring pakt en verdwijnt. Hierdoor wordt Digory gedwongen om ook te gaan om Polly terug te halen.
Als ze samen zijn gaan ze naar een andere wereld, Charn, die bijna aan zijn einde is. Hier maakt Digory de koningin Jadis wakker, Polly had gelijk al een hekel aan haar omdat ze haar geen aandacht schonk. Jadis volgt de kinderen via het Woud terug naar Londen waar ze al gelijk ruzie krijgt met de politie. Polly helpt Digory om Jadis terug te krijgen naar het Woud, bij deze actie worden Andreas, de koetsier Frank en zijn paard Strobloem meegevoerd. Ze komen echter niet in Charn, maar in een andere wereld, een nieuwe wereld: Narnia.
Hier zijn ze getuige hoe Narnia door de leeuw Aslan wordt geschapen en hoe hij van de dieren Pratende Dieren maakt, ook Strobloem wordt een pratend dier. Ze zijn getuigen hoe Frank en zijn vrouw Helena (die door Aslan naar Narnia wordt gehaald) de eerste Koning en Koningin worden van Narnia.
Vervolgens moeten Digory, Polly en Strobloem, vanaf dan beter bekend als het vliegende paard Wiek, een bijzondere appel gaan halen ver van het land Narnia.
Na dit avontuur, waar ook weer Jadis in voorkomt gaan Polly en Digory weer terug naar onze wereld.

## Het laatste gevecht
In Het laatste gevecht is Polly al een oudere vrouw. Ze behoort tot de groep Britse vrienden van Narnia en is bij hen aanwezig als de toenmalige Koning Tirian aan hen verschijnt. Ze komt later om bij een treinongeluk en wordt getransporteerd door Aslan naar de hemel van Narnia met alle andere Vrienden van Narnia om daar voor eeuwig te blijven leven.